# Curling na Zimskih olimpijskih igrah 1992
Curling na Zimskih olimpijskih igrah 1992.

## Rezultati

### Moški
| Poz | Reprezentanca                                                                                  |
| --- | ---------------------------------------------------------------------------------------------- |
| 1   | Švica (Peter Däppen, Urs Dick, Jürgen Dick, Robert Hürliman, Thomas Kläy)                      |
| 2   | Norveška (Pål Trulsen, Tormod Andreassen, Stig-Arne Gunnestad, Flemming Davanger, Kjetil Berg) |
| 3   | ZDA (Bob Nichols, Tim Sommerville, Mike Strum, Bud Sommerville, Bill Strum)                    |

### Ženske
| Poz | Reprezentanca                                                                             |
| --- | ----------------------------------------------------------------------------------------- |
| 1   | Nemčija (Christiane Scheibel, Andrea Schöpp, Stephanie Mayer, Monika Wagner, Sabine Hutt) |
| 2   | Norveška (Marianne Aspelin, Dordi Nordby, Hanne Pettersen, Mette Halvorsen, Anne Jøtun)   |
| 3   | Kanada (Elaine Dagg-Jackson, Julie Sutton, Jodie Sutton, Melissa Soligo, Karri Wilms)     |